# Nesiophasma zanum
Nesiophasma zanum är en insektsart som beskrevs av Frank H.Hennemann 1999. Nesiophasma zanum ingår i släktet Nesiophasma och familjen Phasmatidae. Inga underarter finns listade i Catalogue of Life.